# District de Jinan
Pour les articles homonymes, voir Jinan.
Le district de Jinan est un district de la province du Jeolla du Nord, en Corée du Sud.

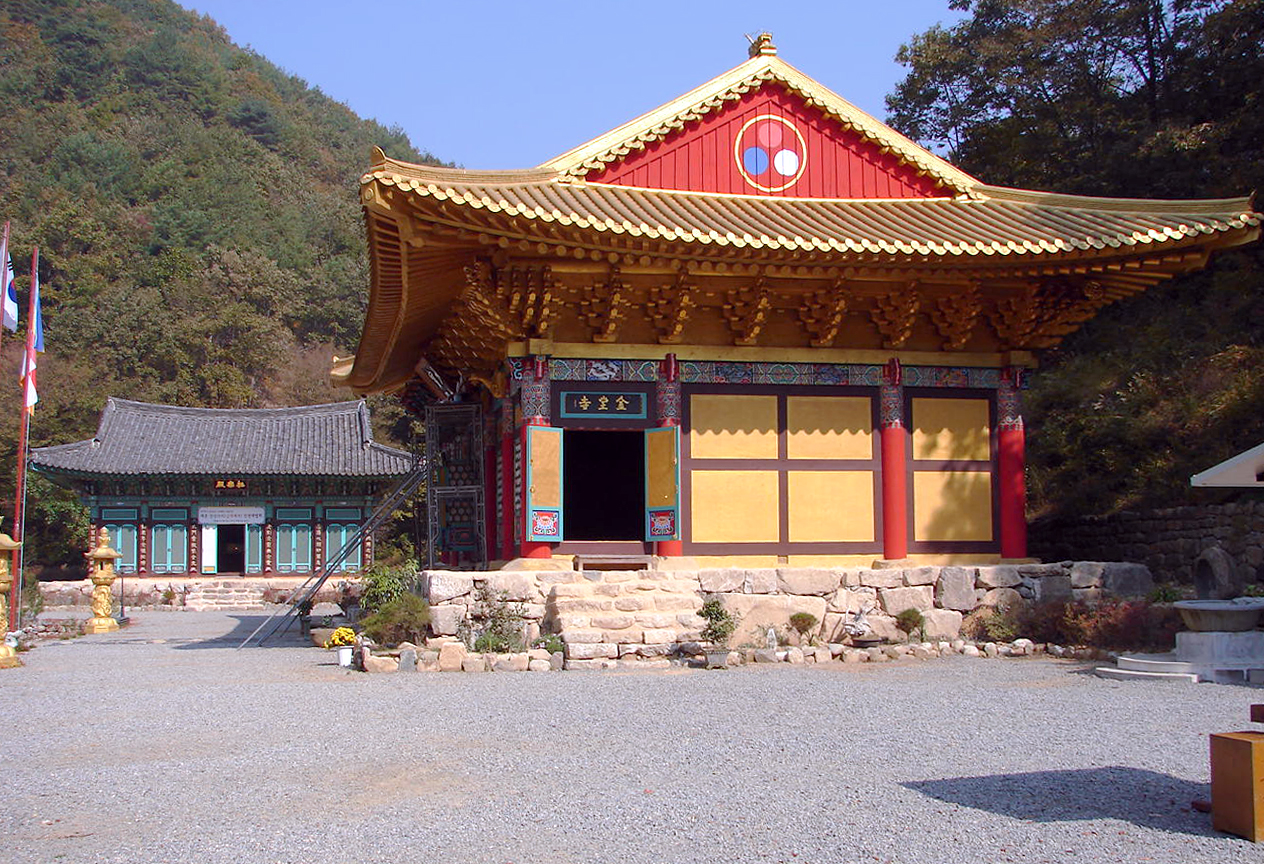
Jinan - Maisan - Temple Geumdang